# Belokúrikha
Belokúrikha (en rus Белокуриха) és una ciutat del krai de l'Altai, a Rússia. Es troba a la vora del riu Belokúrikha, a 250 km de Barnaül.

## Demografia
| 1968  | 1979  | 1989   | 1996   | 2002   | 2008   | 2010   | 2011   |
| ----- | ----- | ------ | ------ | ------ | ------ | ------ | ------ |
| 5 700 | 9 200 | 14 400 | 17 400 | 14 533 | 14 526 | 14 661 | 14 626 |